# الكأس المغاربية للأندية البطلة
الكأس المغاربية للأندية البطلة هي بطولة شمال إفريقية تشارك فيها الأندية أبطال الدوري بدول المغرب العربي (الجزائر، المغرب، تونس وليبيا) حيث أن موريتانيا لم تكن تشارك والمنافسة متوقفة منذ سنة 1976 وكانت البطولة الأهم إلى جانب الكأس المغاربية للأندية الفائزة بالكؤوس والتي توقفت هي أيضا.

## النهائيات
| الموسم  | الفائز                 | الوصيف                    |
| ------- | ---------------------- | ------------------------- |
| 1969/70 | شباب بلوزداد · الجزائر | النادي الصفاقسي · تونس    |
| 1970/71 | شباب بلوزداد · الجزائر | الترجي التونسي · تونس     |
| 1971/72 | شباب بلوزداد · الجزائر | النادي الصفاقسي · تونس    |
| 1972/73 | النجم الساحلي · تونس   | شباب بلوزداد · الجزائر    |
| 1973/74 | النادي الإفريقي · تونس | شبيبة القبائل · الجزائر   |
| 1974/75 | النادي الإفريقي · تونس | رجاء بني ملال · المغرب    |
| 1975/76 | النادي الإفريقي · تونس | مولودية الجزائر · الجزائر |

## وصلات خارجية
إحصائيات البطولة